# Нитрат самария(III)
Нитрат самария(III) — неорганическое соединение,
соль самария и азотной кислоты
с формулой Sm(NO3)3,
светло-жёлтые кристаллы,
растворяется в воде,
образует кристаллогидраты.

## Физические свойства
Нитрат самария(III) образует светло-жёлтые кристаллы.
Растворяется в воде и этаноле.
Образует кристаллогидрат состава Sm(NO3)3•6H2O — бледно-жёлтые кристаллы
триклинной сингонии, пространственная группа P 1, параметры ячейки a = 0,9254 нм, b = 1,1671 нм, c = 0,6729 нм, α = 91,09°, β = 112,12°, γ = 109,17°, Z = 2
.
Гексагидрат плавится в собственной кристаллизационной воде при температуре 78°С.

## Химические свойства
- Разлагается при нагревании:

{\displaystyle {\mathsf {4Sm(NO_{3})_{3}\ {\xrightarrow {780^{o}C}}\ 2Sm_{2}O_{3}+12NO_{2}+3O_{2}}}}